# Qualificazioni al campionato mondiale maschile di pallavolo 2006 (CEV)
Risultati delle qualificazioni ai Mondiali di pallavolo maschile Giappone 2006.

## Zona europea
35 membri FIVB
- si qualificano 9 squadre.

Le nazionali di Inghilterra, Inghilterra M, Irlanda del Nord, Ungheria, Slovenia, Moldavia, Azerbaigian, Belgio, Norvegia, Romania, Bielorussia, Estonia, Israele, Bosnia ed Erzegovina e Albania iniziano dal primo turno.
Le nazionali di Bulgaria, Turchia, Slovacchia, Rep. Ceca, Ucraina, Danimarca, Portogallo, Lettonia, Austria, Germania, Finlandia e Croazia cominciano il loro cammino dal secondo turno.
Infine Italia, Spagna, Serbia e Montenegro, Grecia, Francia, Paesi Bassi, Russia e Polonia partono direttamente dal terzo turno.
Le prime due classificate dei quattro gironi del terzo turno sono direttamente qualificate a Giappone 2006, mentre le terze classificate disputano i Play-off per stabilire l'ultima nazionale europea qualificata.

### Primo turno

#### Girone A - Sheffield (Inghilterra)
| Giovedì 13 gennaio 2005 | Inghilterra | 3 - 0 | Irlanda del Nord |
| Venerdì 14 gennaio 2005 | Scozia      | 3 - 0 | Irlanda del Nord |
| Sabato 15 gennaio 2005  | Scozia      | 0 - 3 | Inghilterra      |

Classifica finale
| Pos | Squadra          | P | V | P | SV | SP |
| --- | ---------------- | - | - | - | -- | -- |
| 1   | Inghilterra      | 4 | 2 | 0 | 6  | 0  |
| 2   | Scozia           | 2 | 1 | 1 | 3  | 3  |
| 3   | Irlanda del Nord | 0 | 0 | 2 | 0  | 6  |

#### Girone B - Tiszaújváros (Ungheria)
| Mercoledì 13 maggio 2005 | Moldavia    | 0 - 3 | Slovenia    |
| Mercoledì 13 maggio 2005 | Ungheria    | 3 - 0 | Azerbaigian |
| Giovedì 14 maggio 2005   | Slovenia    | 3 - 1 | Azerbaigian |
| Giovedì 14 maggio 2005   | Moldavia    | 0 - 3 | Ungheria    |
| Venerdì 15 maggio 2005   | Azerbaigian | 3 - 1 | Moldavia    |
| Venerdì 15 maggio 2005   | Slovenia    | 3 - 1 | Ungheria    |

Classifica finale
| Pos | Squadra     | P | V | P | SV | SP |
| --- | ----------- | - | - | - | -- | -- |
| 1   | Slovenia    | 6 | 3 | 0 | 9  | 2  |
| 2   | Ungheria    | 4 | 2 | 1 | 7  | 3  |
| 3   | Azerbaigian | 2 | 1 | 2 | 4  | 7  |
| 4   | Moldavia    | 0 | 0 | 2 | 1  | 9  |

#### Girone C - Tulcea (Romania)
| Mercoledì 6 maggio 2005 | Romania     | 3 - 0 | Norvegia    |
| Mercoledì 6 maggio 2005 | Belgio      | 1 - 3 | Bielorussia |
| Giovedì 7 maggio 2005   | Norvegia    | 0 - 3 | Bielorussia |
| Giovedì 7 maggio 2005   | Romania     | 3 - 2 | Belgio      |
| Venerdì 8 maggio 2005   | Bielorussia | 0 - 3 | Romania     |
| Venerdì 8 maggio 2005   | Norvegia    | 0 - 3 | Belgio      |

Classifica finale
| Pos | Squadra     | P | V | P | SV | SP |
| --- | ----------- | - | - | - | -- | -- |
| 1   | Romania     | 6 | 3 | 0 | 9  | 2  |
| 2   | Bielorussia | 4 | 2 | 1 | 6  | 4  |
| 3   | Belgio      | 2 | 1 | 2 | 6  | 6  |
| 4   | Norvegia    | 0 | 0 | 2 | 0  | 9  |

#### Girone D - Tallinn (Estonia)
| Venerdì 29 aprile 2005  | Estonia              | 3 - 0 | Albania              |
| Venerdì 29 aprile 2005  | Israele              | 3 - 0 | Bosnia ed Erzegovina |
| Sabato 30 aprile 2005   | Israele              | 0 - 3 | Estonia              |
| Sabato 30 aprile 2005   | Bosnia ed Erzegovina | 1 - 3 | Albania              |
| Domenica 1º maggio 2005 | Albania              | 3 - 1 | Israele              |
| Domenica 1º maggio 2005 | Estonia              | 3 - 0 | Bosnia ed Erzegovina |

Classifica finale
| Pos | Squadra              | P | V | P | SV | SP |
| --- | -------------------- | - | - | - | -- | -- |
| 1   | Estonia              | 6 | 3 | 0 | 9  | 0  |
| 2   | Albania              | 4 | 2 | 1 | 6  | 5  |
| 3   | Israele              | 2 | 1 | 2 | 4  | 6  |
| 4   | Bosnia ed Erzegovina | 0 | 0 | 2 | 1  | 9  |

### Secondo turno

#### Girone E - Varna [Bulgaria)
| Venerdì 13 maggio 2005  | Bulgaria   | 3 - 0 | Turchia    |
| Venerdì 13 maggio 2005  | Slovacchia | 1 - 3 | Romania    |
| Sabato 14 maggio 2005   | Slovacchia | 1 - 3 | Bulgaria   |
| Sabato 14 maggio 2005   | Romania    | 0 - 3 | Turchia    |
| Domenica 15 maggio 2005 | Bulgaria   | 3 - 0 | Romania    |
| Domenica 15 maggio 2005 | Turchia    | 3 - 1 | Slovacchia |

Classifica finale
| Pos | Squadra    | P | V | P | SV | SP |
| --- | ---------- | - | - | - | -- | -- |
| 1   | Bulgaria   | 6 | 3 | 0 | 9  | 1  |
| 2   | Turchia    | 4 | 2 | 1 | 6  | 4  |
| 3   | Romania    | 2 | 1 | 2 | 7  | 3  |
| 4   | Slovacchia | 0 | 0 | 2 | 3  | 9  |

#### Girone F - Opava (Repubblica Ceca)
| Venerdì 27 maggio 2005  | Rep. Ceca   | 3 - 0 | Inghilterra |
| Venerdì 27 maggio 2005  | Danimarca   | 1 - 3 | Ucraina     |
| Sabato 28 maggio 2005   | Danimarca   | 0 - 3 | Rep. Ceca   |
| Sabato 28 maggio 2005   | Ucraina     | 3 - 0 | Inghilterra |
| Domenica 29 maggio 2005 | Inghilterra | 0 - 3 | Danimarca   |
| Domenica 29 maggio 2005 | Rep. Ceca   | 1 - 3 | Ucraina     |

Classifica finale
| Pos | Squadra     | P | V | P | SV | SP |
| --- | ----------- | - | - | - | -- | -- |
| 1   | Ucraina     | 6 | 3 | 0 | 9  | 2  |
| 2   | Rep. Ceca   | 4 | 2 | 1 | 7  | 3  |
| 3   | Danimarca   | 2 | 1 | 2 | 4  | 6  |
| 4   | Inghilterra | 0 | 0 | 2 | 0  | 9  |

#### Girone G - Vila de Conde (Portogallo)
| Venerdì 20 maggio 2005  | Lettonia   | 3 - 0 | Estonia  |
| Venerdì 20 maggio 2005  | Portogallo | 3 - 0 | Austria  |
| Sabato 21 maggio 2005   | Portogallo | 3 - 1 | Estonia  |
| Sabato 21 maggio 2005   | Lettonia   | 3 - 1 | Austria  |
| Domenica 22 maggio 2005 | Austria    | 0 - 3 | Estonia  |
| Domenica 22 maggio 2005 | Portogallo | 3 - 1 | Lettonia |

Classifica finale
| Pos | Squadra    | P | V | P | SV | SP |
| --- | ---------- | - | - | - | -- | -- |
| 1   | Portogallo | 6 | 3 | 0 | 9  | 2  |
| 2   | Estonia    | 4 | 2 | 1 | 7  | 4  |
| 3   | Lettonia   | 2 | 1 | 2 | 5  | 6  |
| 4   | Austria    | 0 | 0 | 2 | 1  | 9  |

#### Girone H - Tampere (Finlandia)
| Venerdì 27 maggio 2005  | Finlandia | 3 - 0 | Slovenia  |
| Venerdì 27 maggio 2005  | Germania  | 3 - 1 | Croazia   |
| Sabato 28 maggio 2005   | Slovenia  | 1 - 3 | Germania  |
| Sabato 28 maggio 2005   | Croazia   | 2 - 3 | Finlandia |
| Domenica 29 maggio 2005 | Croazia   | 0 - 3 | Slovenia  |
| Domenica 29 maggio 2005 | Finlandia | 3 - 1 | Germania  |

Classifica finale
| Pos | Squadra   | P | V | P | SV | SP |
| --- | --------- | - | - | - | -- | -- |
| 1   | Finlandia | 6 | 3 | 0 | 9  | 3  |
| 2   | Germania  | 4 | 2 | 1 | 7  | 5  |
| 3   | Slovenia  | 2 | 1 | 2 | 4  | 3  |
| 4   | Croazia   | 0 | 0 | 2 | 3  | 9  |

### Terzo turno

#### Girone I - Napoli (Italia)
| Venerdì 29 luglio 2005  | Germania | 3 - 2 | Ucraina  |
| Venerdì 29 luglio 2005  | Italia   | 3 - 0 | Spagna   |
| Sabato 30 luglio 2005   | Spagna   | 0 - 3 | Germania |
| Sabato 30 luglio 2005   | Ucraina  | 0 - 3 | Italia   |
| Domenica 31 maggio 2005 | Ucraina  | 3 - 2 | Spagna   |
| Domenica 31 maggio 2005 | Italia   | 2 - 3 | Germania |

Classifica finale
| Pos | Squadra  | P | V | P | SV | SP |
| --- | -------- | - | - | - | -- | -- |
| 1   | Germania | 6 | 3 | 0 | 9  | 4  |
| 2   | Italia   | 4 | 2 | 1 | 8  | 3  |
| 3   | Ucraina  | 2 | 1 | 2 | 5  | 8  |
| 4   | Spagna   | 0 | 0 | 2 | 2  | 9  |

#### Girone J - Larissa (Grecia)
| Lunedì 18 luglio 2005    | Turchia             | 1 - 3 | Serbia e Montenegro |
| Lunedì 18 luglio 2005    | Grecia              | 3 - 2 | Portogallo          |
| Martedì 19 luglio 2005   | Serbia e Montenegro | 3 - 0 | Portogallo          |
| Martedì 19 luglio 2005   | Turchia             | 0 - 3 | Grecia              |
| Mercoledì 20 maggio 2005 | Portogallo          | 3 - 0 | Turchia             |
| Mercoledì 20 maggio 2005 | Grecia              | 3 - 0 | Serbia e Montenegro |

Classifica finale
| Pos | Squadra             | P | V | P | SV | SP |
| --- | ------------------- | - | - | - | -- | -- |
| 1   | Grecia              | 6 | 3 | 0 | 9  | 2  |
| 2   | Serbia e Montenegro | 4 | 2 | 1 | 6  | 4  |
| 3   | Portogallo          | 2 | 1 | 2 | 5  | 6  |
| 4   | Turchia             | 0 | 0 | 2 | 1  | 9  |

#### Girone K - Le Cannet (Francia)
| Giovedì 28 luglio 2005  | Rep. Ceca   | 3 - 0 | Paesi Bassi |
| Giovedì 28 luglio 2005  | Francia     | 3 - 0 | Finlandia   |
| Venerdì 29 luglio 2005  | Paesi Bassi | 3 - 0 | Finlandia   |
| Venerdì 29 luglio 2005  | Francia     | 3 - 1 | Rep. Ceca   |
| Domenica 30 luglio 2005 | Rep. Ceca   | 3 - 0 | Finlandia   |
| Domenica 30 luglio 2005 | Francia     | 3 - 1 | Paesi Bassi |

Classifica finale
| Pos | Squadra     | P | V | P | SV | SP |
| --- | ----------- | - | - | - | -- | -- |
| 1   | Francia     | 6 | 3 | 0 | 9  | 2  |
| 2   | Rep. Ceca   | 4 | 2 | 1 | 7  | 3  |
| 3   | Paesi Bassi | 2 | 1 | 2 | 4  | 6  |
| 4   | Finlandia   | 0 | 0 | 2 | 0  | 9  |

#### Girone L - Rzeszów (Polonia)
| Venerdì 15 luglio 2005  | Estonia  | 1 - 3 | Polonia  |
| Venerdì 15 luglio 2005  | Bulgaria | 0 - 3 | Russia   |
| Sabato 16 luglio 2005   | Polonia  | 3 - 1 | Bulgaria |
| Sabato 16 luglio 2005   | Estonia  | 0 - 3 | Russia   |
| Domenica 17 luglio 2005 | Bulgaria | 3 - 0 | Estonia  |
| Domenica 17 luglio 2005 | Russia   | 3 - 2 | Polonia  |

Classifica finale
| Pos | Squadra  | P | V | P | SV | SP |
| --- | -------- | - | - | - | -- | -- |
| 1   | Russia   | 6 | 3 | 0 | 9  | 2  |
| 2   | Polonia  | 4 | 2 | 1 | 8  | 5  |
| 3   | Bulgaria | 2 | 1 | 2 | 4  | 6  |
| 4   | Estonia  | 0 | 0 | 2 | 1  | 9  |

### Play-off Varna (Bulgaria)
| Venerdì 19 agosto 2005  | Ucraina     | 1 - 3 | Portogallo  |
| Venerdì 19 agosto 2005  | Bulgaria    | 3 - 2 | Paesi Bassi |
| Sabato 20 agosto 2005   | Bulgaria    | 3 - 1 | Ucraina     |
| Sabato 20 agosto 2005   | Paesi Bassi | 1 - 3 | Portogallo  |
| Domenica 21 agosto 2005 | Ucraina     | 1 - 3 | Paesi Bassi |
| Domenica 21 agosto 2005 | Portogallo  | 0 - 3 | Bulgaria    |

Classifica finale
| Pos | Squadra     | P | V | P | SV | SP |
| --- | ----------- | - | - | - | -- | -- |
| 1   | Bulgaria    | 6 | 3 | 0 | 9  | 3  |
| 2   | Portogallo  | 4 | 2 | 1 | 6  | 5  |
| 3   | Paesi Bassi | 2 | 1 | 2 | 6  | 7  |
| 4   | Ucraina     | 0 | 0 | 2 | 3  | 9  |